# Siminina
Siminina (łac. Diocesis Siminenensis) – stolica historycznej diecezji w Cesarstwie rzymskim w prowincji Afryka Prokonsularna, sufragania metropolii Kartagina. Współcześnie w Tunezji. Obecnie katolickie biskupstwo tytularne.

## Biskupi tytularni
| Lp. | Biskup                   | Funkcja                                      | Od               | Do                   |
| --- | ------------------------ | -------------------------------------------- | ---------------- | -------------------- |
| 1   | Nestor Bihonda           | biskup pomocniczy Gitega (Burundi)           | 6 maja 1965      | 5 września 1968      |
| 2   | Alphonse Fresnel         | emerytowany biskup Fort-Dauphin (Madagaskar) | 26 września 1968 | 21 lipca 1971        |
| 3   | Petero Mataca            | biskup pomocniczy Suvy (Fidżi)               | 27 sierpnia 1974 | 10 kwietnia 1976     |
| 4   | Simon-Victor Tonyé Bakot | biskup pomocniczy Douali (Kamerun)           | 26 stycznia 1987 | 22 marca 1993        |
| 5   | Giacinto-Boulos Marcuzzo | biskup pomocniczy Jerozolimy (Izrael)        | 29 kwietnia 1993 | 29 października 1994 |
| 6   | Robert Maginnis          | biskup pomocniczy Filadelfii (USA)           | 24 stycznia 1996 | 14 września 2022     |
| 7   | Iyad Twal                | biskup pomocniczy patriarchatu Jerozolimy    | 17 grudnia 2024  |                      |